# Strada europea E429
La E429 è una strada europea che collega Tournai a Halle.

## Percorso
La E429 è definita con i seguenti capisaldi di itinerario: "Tournai - Halle".